# Rókahéja
A rókahéja (Erythrotriorchis radiatus) a madarak (Aves) osztályának vágómadár-alakúak (Accipitriformes) rendjébe, ezen belül a vágómadárfélék (Accipitridae) családjába tartozó faj.

## Rendszerezése
A fajt John Latham angol ornitológus írta le 1801-ben, a Falco nembe Falco radiatus néven.

## Előfordulása
Ausztrália északi és keleti részén honos. Természetes élőhelyei a mérsékelt övi erdők, szubtrópusi és trópusi síkvidéki esőerdők, mocsári erdők és szavannák. Állandó, nem vonuló faj.

## Megjelenése
Testhossza 61 centiméter, szárnyfesztávolsága 111–136 centiméter, testtömege pedig 1100–1370 gramm.

## Életmódja
Főleg közepes és nagy madarakkal táplálkozik, de kígyókat is fogyaszt.

## Szaporodása
Magas fákra rakja fészkét.
|  |

## Természetvédelmi helyzete
Az elterjedési területe rendkívül nagy, de csökken, egyedszáma 1000 példány körüli és szintén csökken. A Természetvédelmi Világszövetség Vörös listáján mérsékelten fenyegetett fajként szerepel.